# Somatogénesis en serpientes
La somatogénesis (formación de somitas) es un proceso durante el desarrollo animal que diferencia el mesodermo paraxial en bloques de células llamadas somitas. Este proceso resultará en la formación de tres tejidos principales, el esclerotomo (que formará las vértebras y los cartílagos), el miotomo (músculos), el dermatomo (dermis).
En serpientes (Serpentes), el proceso de formación de los somitas (eventualmente las vértebras)  sigue un proceso como en los otros amniotas pero con una diferencia en la sincronización con el que se producen los somitas. Esta diferencia en sincronización (Heterocronía) son el principal factor para el patrón corporal característico de este grupo de animales elongados y “sin extremidades”.
La formación de los somitas en serpientes (así como en otros vertebrados) está caracterizado por un mecanismo al que se ha denominado “clock and wave” (reloj y ola) mediante el cual un tiempo constante se da la formación de un somita, sucesivamente hasta generar los somitas característicos de cada especie. El reloj es controlado por la expresión y las rutas de señalización de Notch y Wnt mientras que la oscilación de FGF a través del eje antero-posterior del mesodermo presomítico determina los sitios respectivos de separación entre los somitas; la formación de los somitas se da siguiendo un tiempo específico que es activado cuando las células del mesodermo paraxial entran al mesodermo presomítico

## Pasos
El primer paso en la Somatogénesis es el rearreglo de las células del mesodermo paraxial en  forma de verticilos los cuales se denominan somitómeros. Estos somitómeros luego se separan generando así los primeros somitas “inmaduros” que se diferenciaran de tal forma que las células exteriores e interiores del somita se diferencien en mesenquimales (células exteriores) y epiteliales (células interiores).
El “reloj” controlando la periodicidad y sincronía en la somatogénesis es dado por la expresión y señalización de Notch. La determinación en las fronteras antero-posterior entre somitas siguen un patrón “wavelike” (tipo ola o un patrón de oscilación) generado por la expresión de FGF aumentando a medida que se aproxima a la región más posterior del somita donde se generará la separación del somita hacia la parte caudal.  
La oscilación generada por Notch también genera la regulación de otros genes como hairy1 y mesp2. Hairy1 sigue un patrón de expresión tipo ola desde la parte caudal a la rostral siguiendo una oscilación constante; mesp2 y Mesp2 (factor de transcripción) también regulados por Notch son necesarios para la separación de los somitas ya que Mesp2 induce a EphA4 que servirá para la separación final de los somitas entre sí.
La activación e inhibición de Notch (periódicamente) se da por un sistema de retroalimentación negativa donde Mesp2 (inducido por Notch) actúa como inhibidor de Notch. Mesp2 actúa momentáneamente pero después de un tiempo empieza a degradarse generando que Notch vuelva a expresarse y continuar así con el ciclo. Wnt interactúa con la ruta de Notch regulándolo directamente mediante otra retroalimentación negativa. Este sistema entre Wnt y Notch se vincula con las oscilaciones del gradiente de fgf8 estimulando la expresión de Wnt y así manteniendo en orden el reloj de Notch y Wnt con el gradiente rostro-caudal de FG
Fgf8 genera en este gradiente una zona (anterior) de expresión vital para la maduración de las células del mesodermo presomítico para generar los somitas, marcando así transición en las células del mesodermo presomítico por la activación de genes no expresados antes en esa región como paraxis y Brachyury. Es así como este sistema de información temporal (Notch y Wnt) es traducido en información espacial por el gradiente de fgf8 generando así los patrones de segmentación de los somitas que luego en el desarrollo generaran las vértebras.
Cada somita es el producto de un ciclo temporal de Notch y el gradiente de fgf8 genera la maduración de las células. En el caso de las serpientes, la tasa a la cual se generan los somitas, con respecto a la tasa general de desarrollo (la tasa a la cual se generan las células del mesodermo presomítico) es 4 veces mayor que en especies que en otras especies. El número de vértebras de las serpientes no es el resultado de una mayor cantidad de generaciones de células del mesodermo presomítico (la materia “prima” para la generación de somitas) sino que es un tiempo más rápido con respecto a la tasa del ciclo celular del mesodermo presomítico, es decir, del eje antero-posterior (elongación).
Una vez generado este proceso de separación, los somitas maduros siguen un proceso de epitelización (recubrimiento de epitelio) donde las células mesenquimales del somita producen dos proteínas (fibronectinas extracellares y N-caderinas) las cuales reorganizan las células más exteriores del somita en forma de epitelio.
Esto finaliza el proceso de la creación de los somitas ya con la cubierta de epitelio, todos visualmente iguales pero que formarán diferentes estructuras más tarde en el desarrollo de las serpientes y que estará regulado por genes Hox,